# 비우 (축구 선수)
호지마르 아만시우(포르투갈어: Rosimar Amâncio, 1984년 7월 2일 ~ )는 비우 (Bill)이라고도 불리며, 브라질의 축구 선수로 포지션은 중앙 공격수이다. 현재 타이 리그1의 치앙라이 유나이티드 FC 소속이다. 2015년 K리그 클래식의 부산 아이파크에서 활약한 바 있으며, 등록명은 빌이었다.

## 선수 경력
비우는 CA 브라간치누에서 축구 선수 생활을 시작하였다. 2008년 중국 갑급 리그 난창 바이 헝위안으로 임대되었으며, 선수 생활 처음으로 아시아 무대를 밟았다.
2013년에는 사우디 프리미어리그의 알이티하드로 이적하여 6개월 동안 활약했다. 2015년에는 K리그 클래식의 부산 아이파크에서 활약하였다.